# The Finder
The Finder (litt. « Le trouveur ») ou Le Surdoué au Québec est une série télévisée américaine en treize épisodes de 42 minutes créée par Hart Hanson d'après la série de romans The Locator de Richard Greener, produite par Daniel Sackheim et Barry Josephson, diffusée entre le 12 janvier et le 11 mai 2012 sur le réseau FOX et en simultané sur le réseau Global au Canada. C'est une série dérivée de la série Bones dont les personnages ont été introduits dans l'épisode 19 de la sixième saison La Voix du Ciel.
En France, la série a été diffusée du 21 juillet au 25 août 2012 sur M6, les sept premiers épisodes depuis le 4 novembre 2012 sur W9 et dès le 3 février 2013 sur Série Club. En Belgique, la série a été diffusée à partir du 27 novembre 2012 sur RTL-TVI et au Québec depuis le 2 mai 2013 sur AddikTV.
La série reste inédite dans les autres pays francophones.

## Synopsis
Walter Sherman est un ancien major de la police militaire qui, lors d'une explosion criminelle de leur Humvee provoquée durant la seconde Guerre du Golfe et dont il fut le seul rescapé parmi sept hommes, a subi des dommages cérébraux dont les séquelles lui provoquent des troubles obsessionnels et paranoïaques, mais lui offrent également la capacité inouïe et compulsive qui fait sa réputation, de retrouver n'importe quel objet ou être vivant quelles que soient les circonstances, dès lors qu'il a pris la décision irréversible de le chercher, en décelant mieux que quiconque les liens qui les relient aux événements pour en tirer les conclusions les plus pertinentes.
Installé dans un lieu reculé de la Floride avec son coffre-fort personnel et ses plus proches collaborateurs, il s'associe avec Leo, son ami, conseiller juridique et trésorier ainsi que grand philosophe qui tient le débit de boissons où vit Walter (le « Bout du Monde »). Ils sont assistés d'Isabel, une amie de Walter et adjointe au bureau local de l'U.S. Marshal, et Willa, une adolescente gitane en période probatoire installée à proximité dans une caravane.
Ensemble, ils aident Walter dans les problèmes de « perte » qu'il choisit de résoudre.

## Distribution

### Acteurs principaux
- Geoff Stults (VF : Thomas Roditi) : Walter Sherman
- Michael Clarke Duncan (VF : Saïd Amadis) : Leo Knox
- Mercedes Masohn (VF : Pamela Ravassard) : Isabel Zambada
- Maddie Hasson (VF : Karine Foviau) : Willa Monday

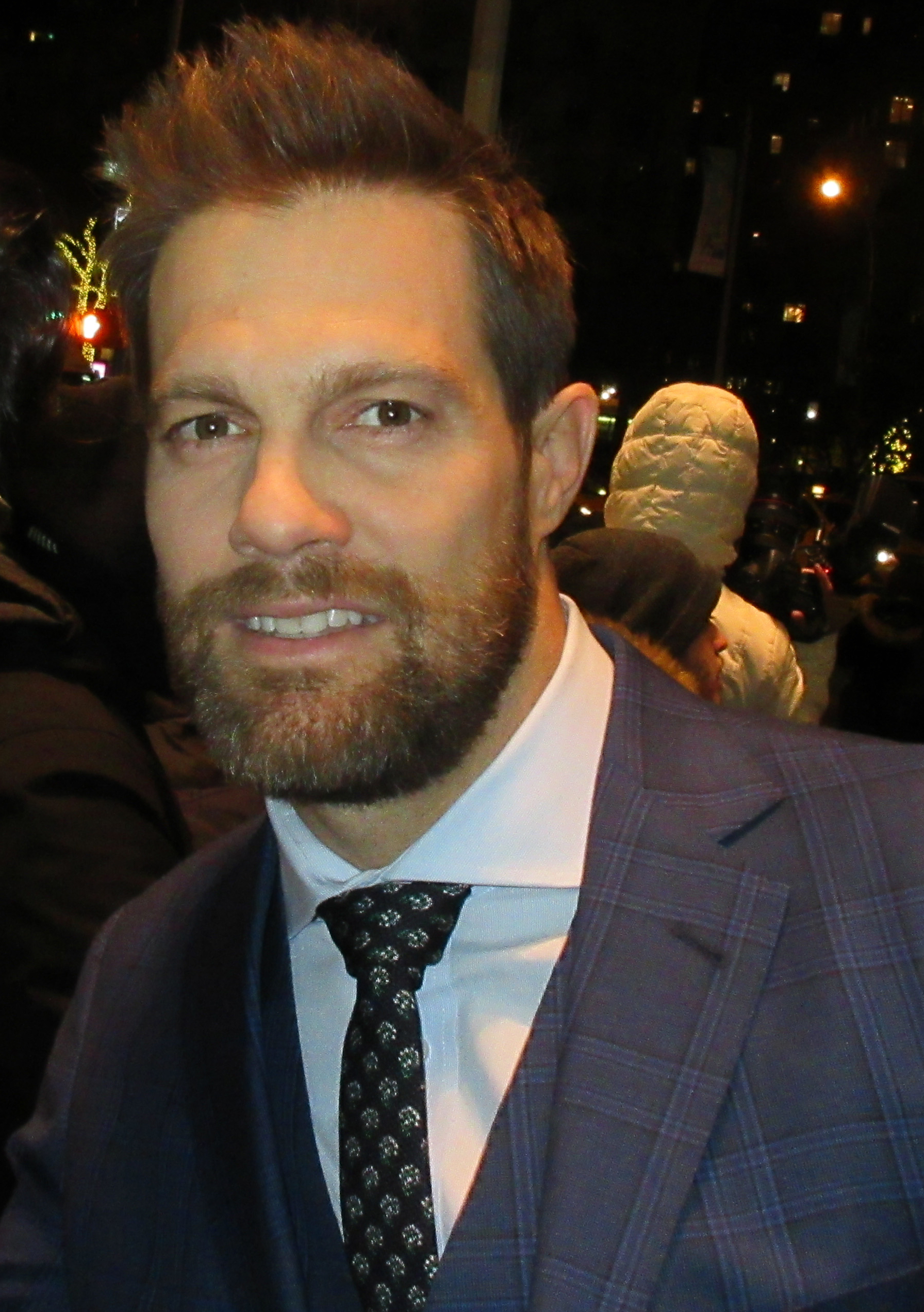
Geoff Stults interprète Walter Sherman.
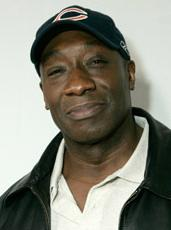
Michael Clarke Duncan interprète Leo Knox.
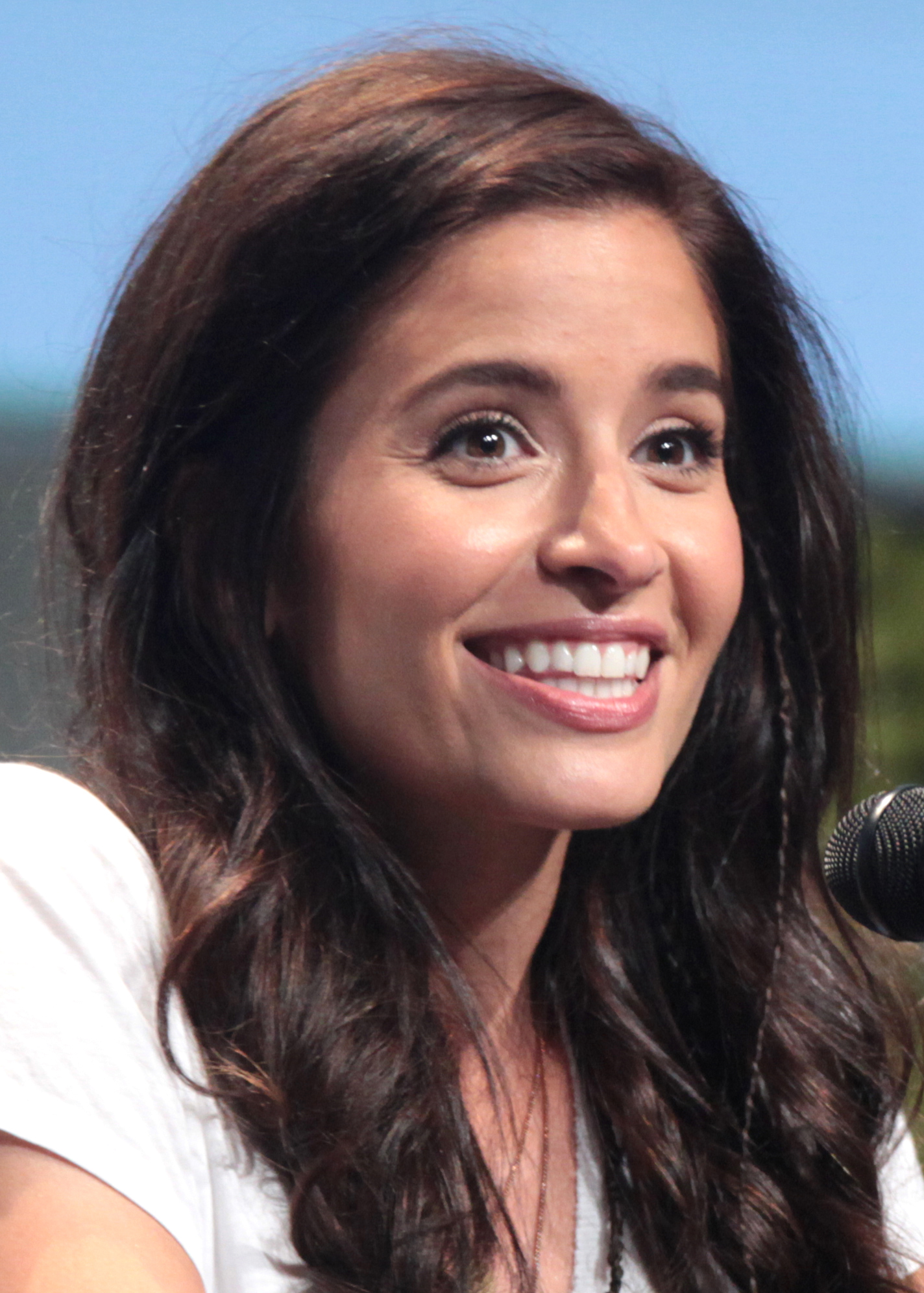
Mercedes Masohn interprète Isabel Zambada.
Maddie Hasson interprète Willa Monday.

### Acteurs récurrents
- Toby Hemingway (VF : Yoann Sover) : Timo Proud (8 épisodes)
- Amy Aquino (VF : Martine Meirhaeghe) : Cristina Farrel (4 épisodes)
- Eric Roberts (VF : Bruno Carna) : oncle Shadrack (épisodes 6 et 13)

Toby Hemingway interprète Timo Proud.
Amy Aquino interprète Cristina Farrel.
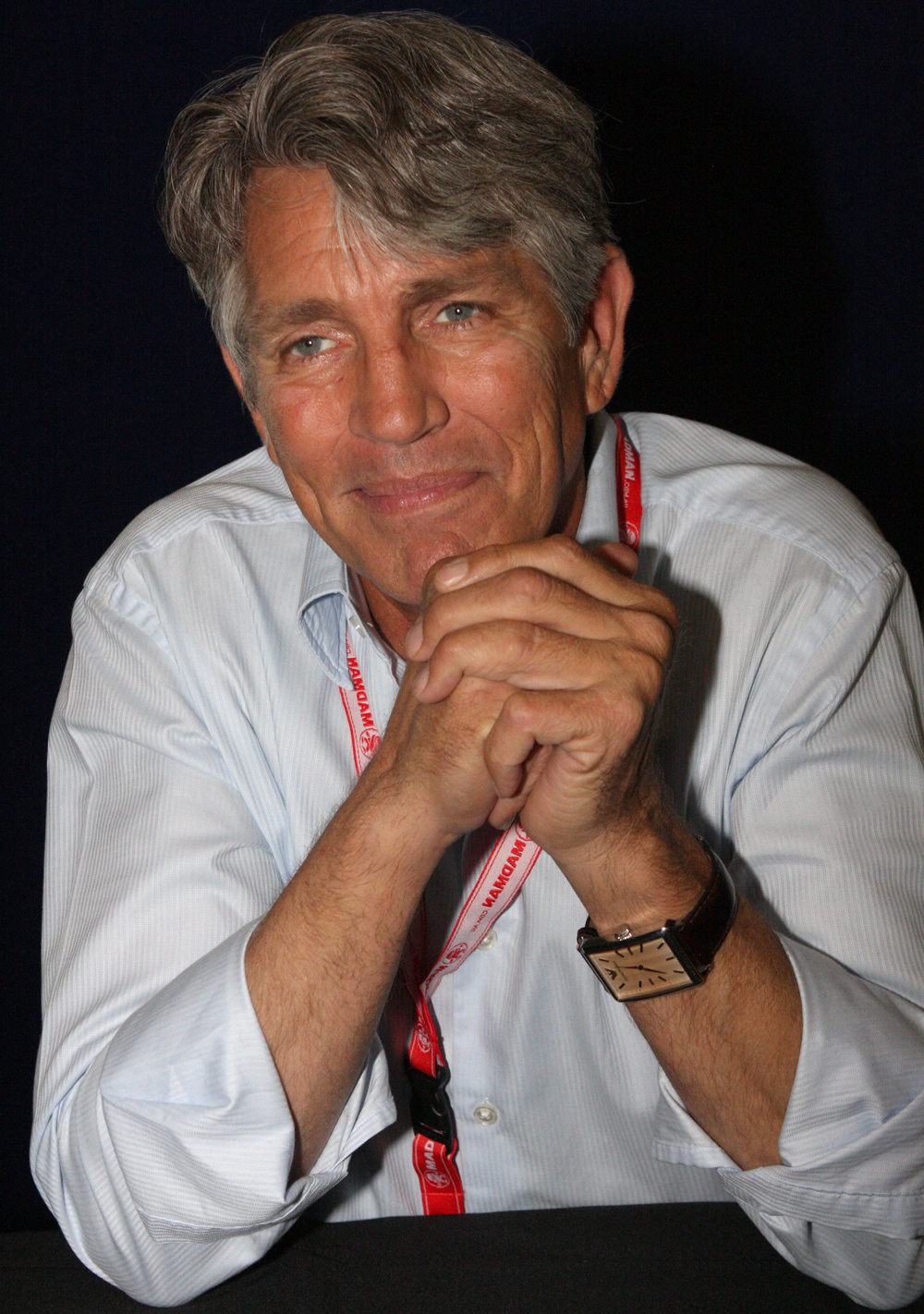
Eric Roberts interprète l'oncle Shadrack.

### Invités
- Saffron Burrows (VF : Géraldine Asselin) : Ike Latulippe (épisode pilote)
- John Fogerty : lui-même (épisode 1)
- John Francis Daley (VF : Damien Ferrette) : Dr Lance Sweets (épisode 2)
- Mitch Pileggi : Eddie Ross (épisode 2)
- T.J. Thyne (VF : Thierry Kazazian) : Dr Jack Hodgins (épisode 6)
- Salli Richardson-Whitfield : Athena Brookes (épisode 8)
- Curtis « 50 Cent » Jackson : Big Glade (épisode 8)
- Ignacio Serricchio : Alejandro Lopez-Fernando (épisode 9)
- George Stults : Langston Sherman (épisode 13)
- Annette O'Toole : Elaine Sherman (épisode 13)

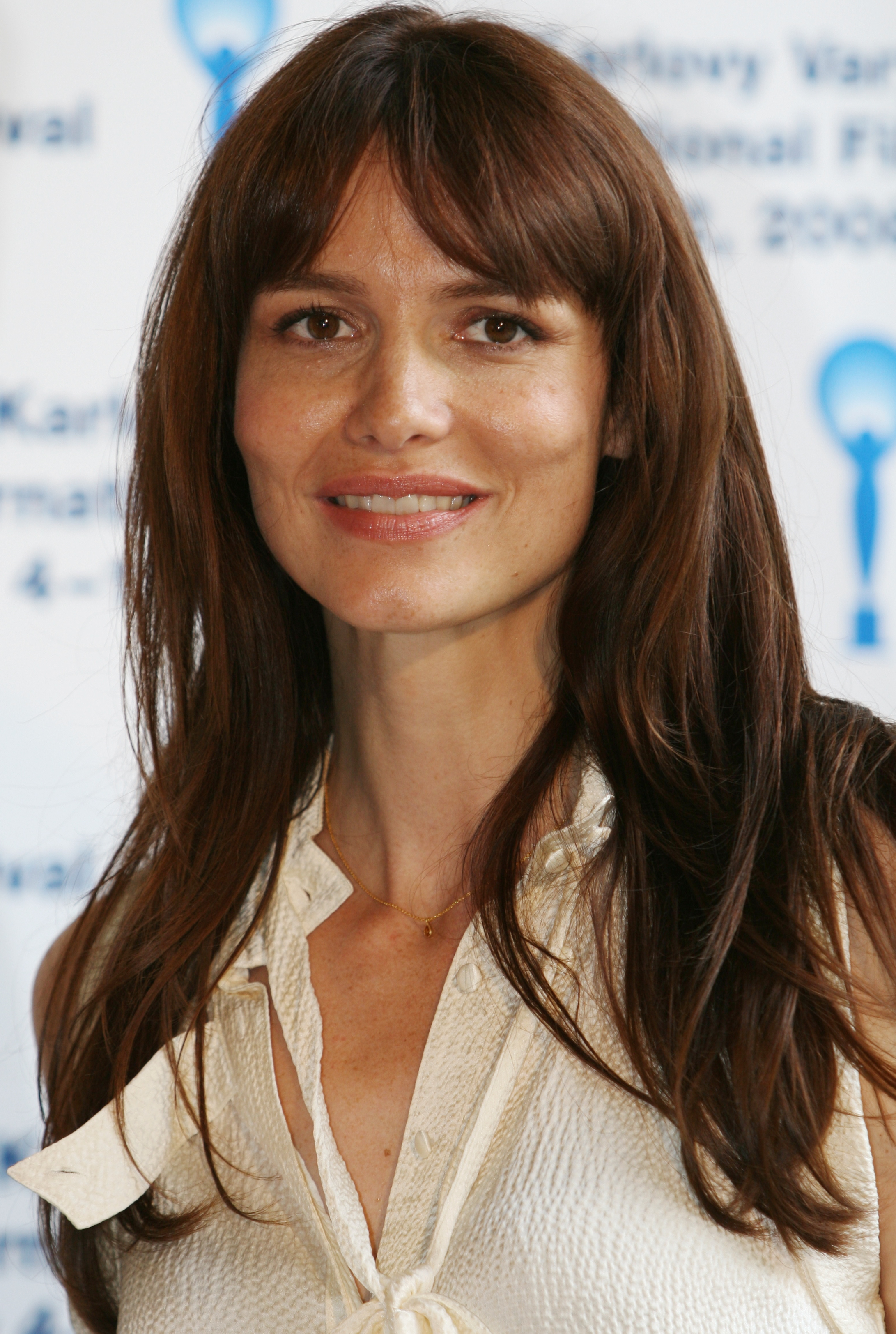
Saffron Burrows interprète Ike Latulippe.
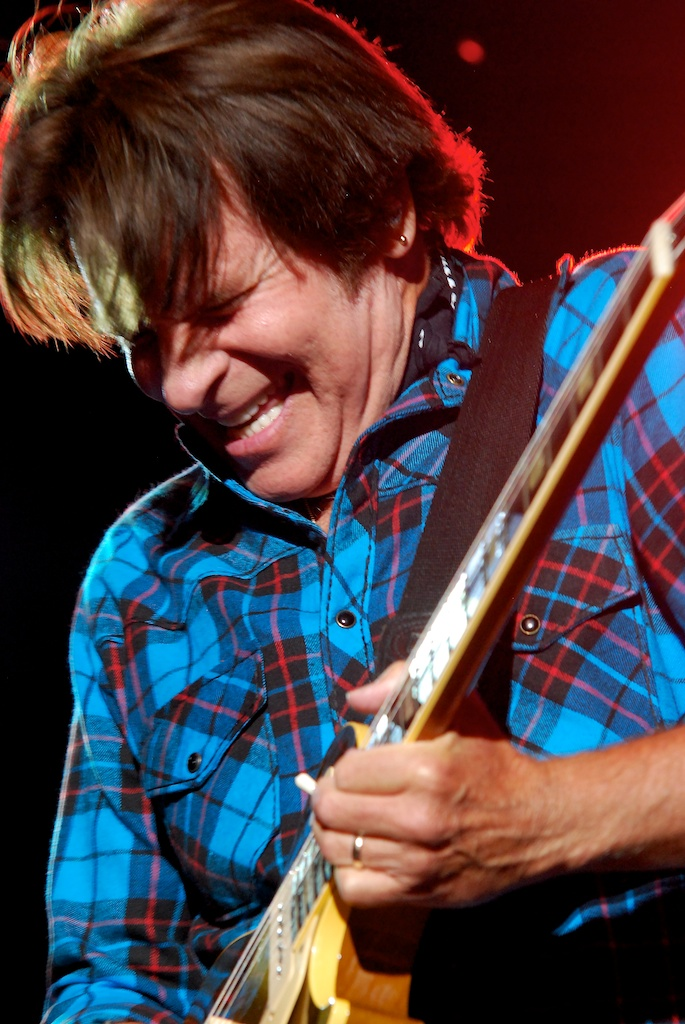
John Fogerty s'interprète lui-même.
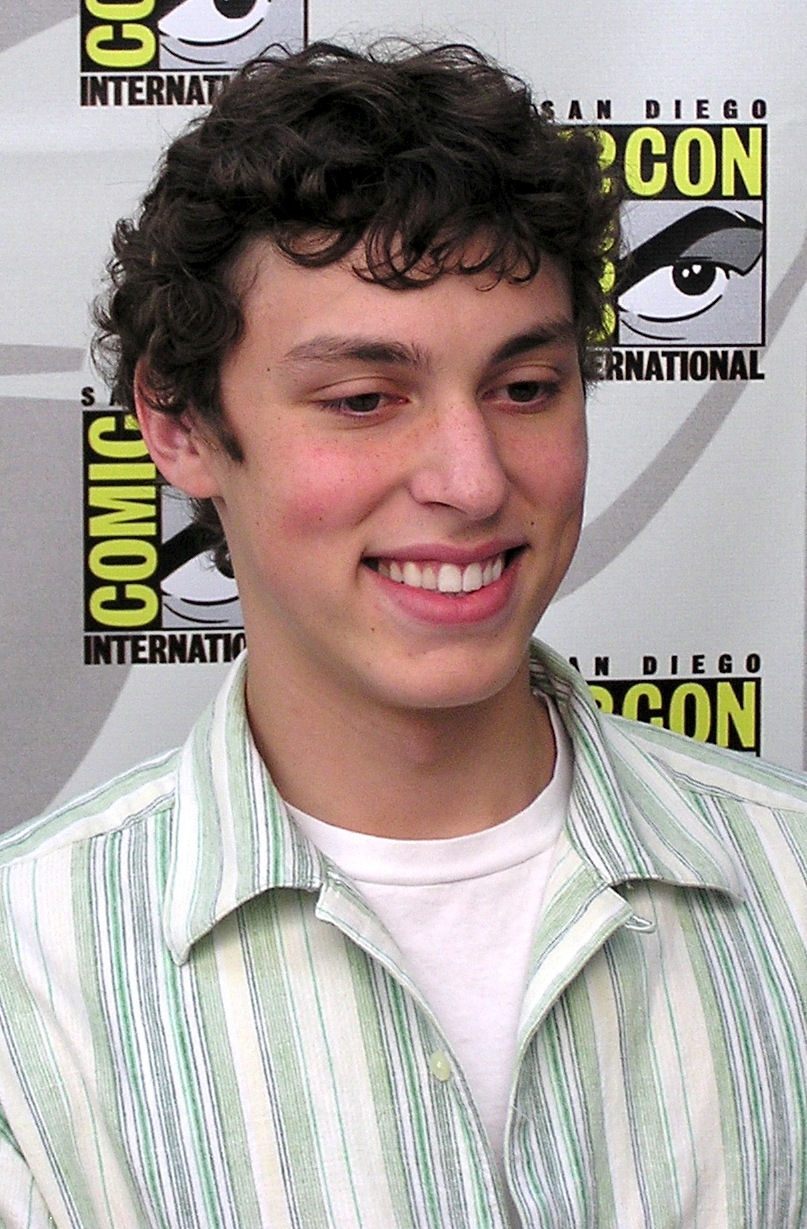
John Francis Daley interprète le Dr Lance Sweets.
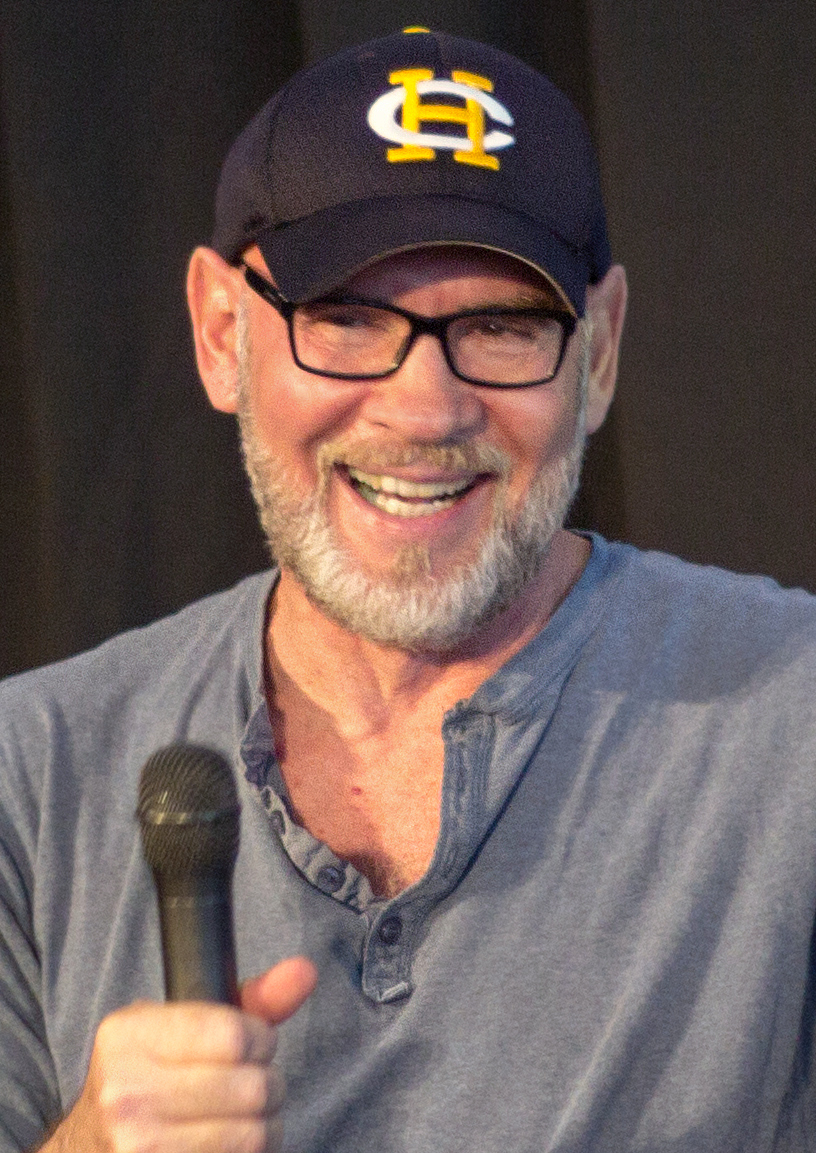
Mitch Pileggi interprète Eddie Ross.
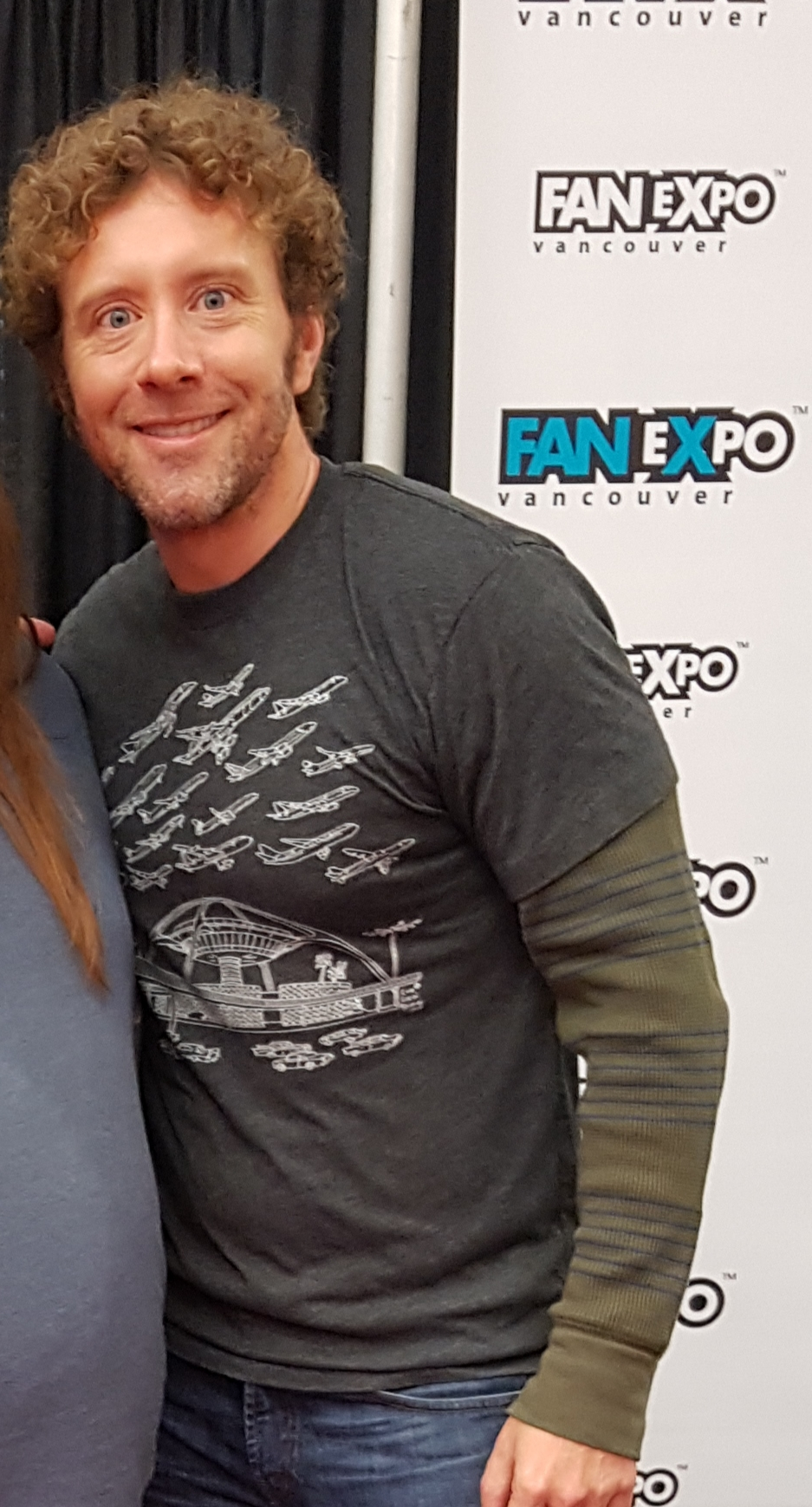
T.J. Thyne interprète le Dr Jack Hodgins.
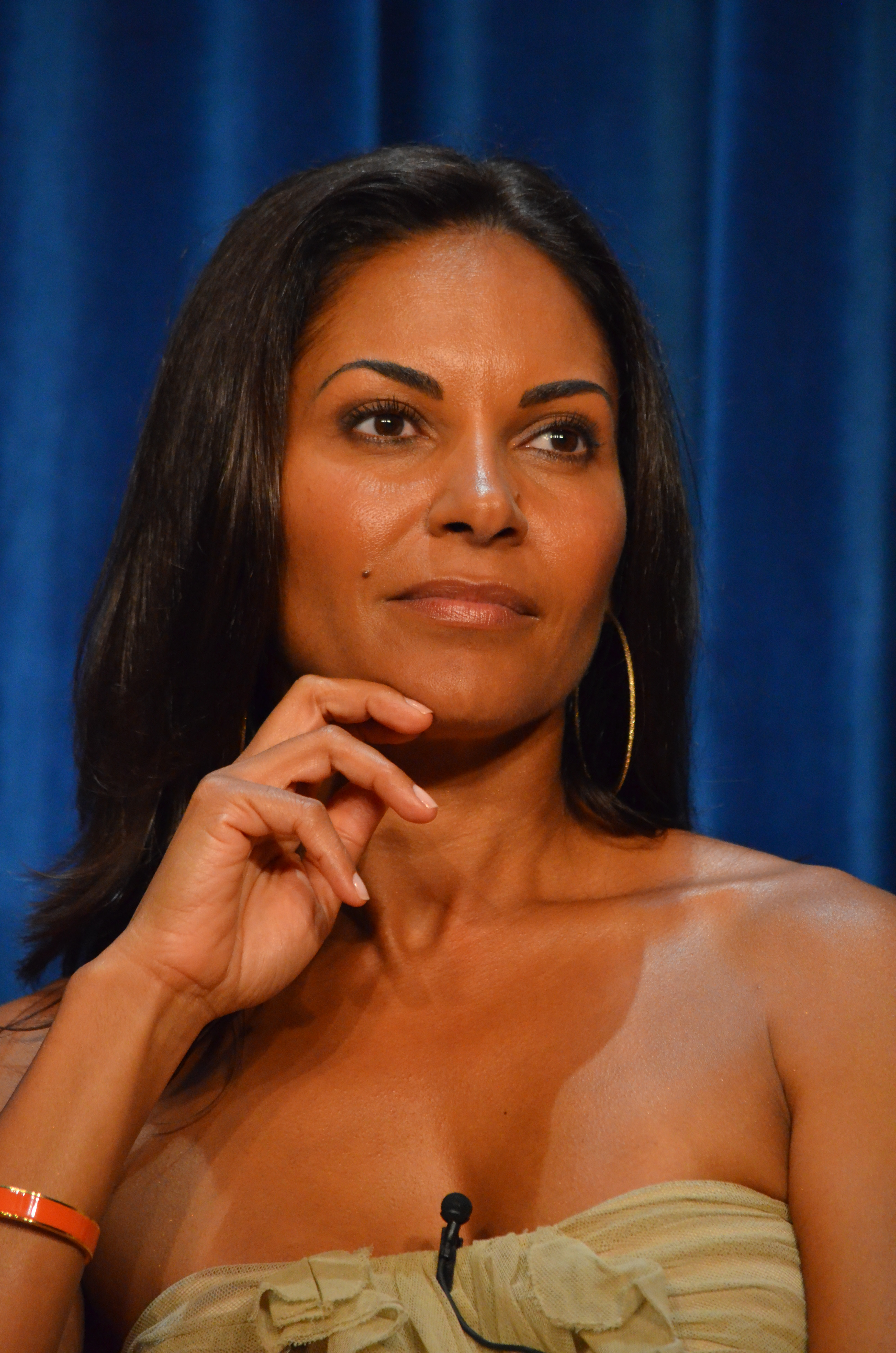
Salli Richardson-Whitfield interprète Athena Brookes.
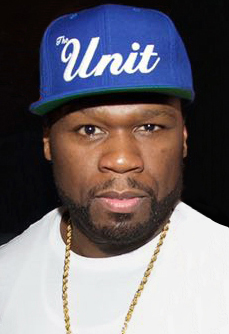
Curtis « 50 Cent » Jackson interprète Big Glade.
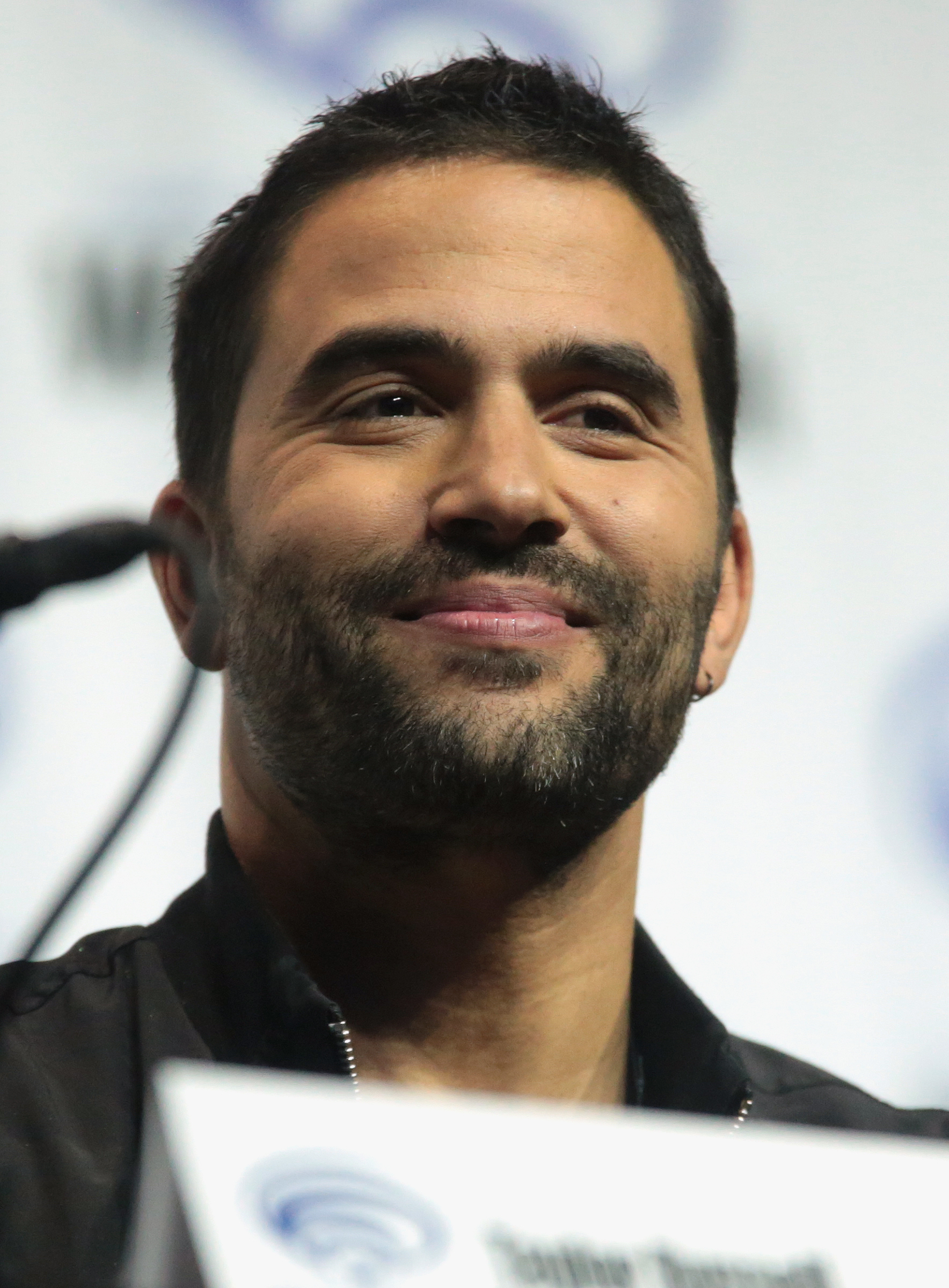
Ignacio Serricchio interprète Alejandro Lopez-Fernando et la doublure de Bobby le Jumeau (non crédité).
George Stults interprète Langston Sherman.
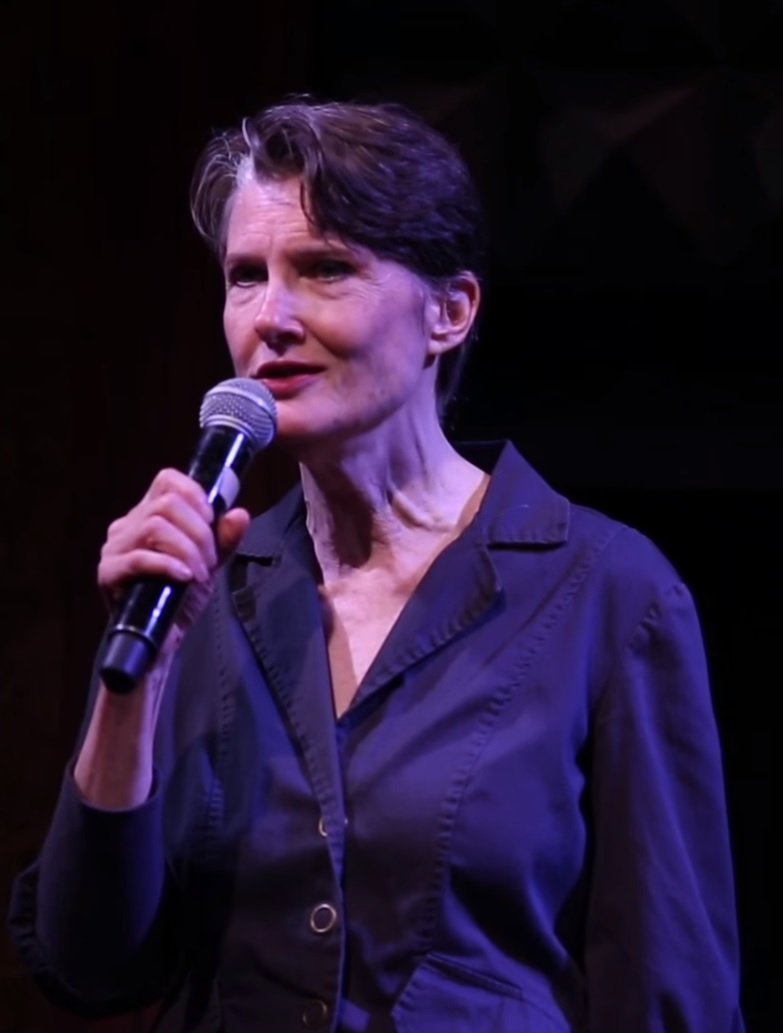
Annette O'Toole interprète Elaine Sherman.

### Non crédités
- Ignacio Serricchio : Bobby le Jumeau (doublure ; épisode 4)

Version française
Société de doublage : Dub'Club,
Direction artistique : Mélody Dubos,
Adaptation des dialogues : Samuel Bigot, Olivier Le Treut, Emeline Perego et Xavier Varaillon
 Source et légende : version française (VF) sur RS Doublage et Doublage Séries Database

## Personnages

### Principaux
Walter Sherman
Walter est un ancien policier militaire déjanté.
Obsessionnel semblant un peu ailleurs, légèrement paranoïaque mais aussi très habile dans sa recherche de ce qui est « perdu » : il parvient à voir des détails ou éléments qui échapperaient au commun des mortels en temps normal, et à en tirer le plus souvent les bonnes déductions.
Sa réputation de savoir tout retrouver dès qu'il en a pris la décision, et que son ami Leo qualifie de « don », n'est plus à démontrer.
Leo Knox
Leo est le propriétaire du Bout du Monde, un débit de boissons du fin fond de la Floride où vit Walter.
Avocat de formation ainsi que grand philosophe pacifiste, est à la fois l'ami et partenaire de Walter dans ses recherches, mais aussi son conseiller juridique et négociateur de contrats. Avec son imposant gabarit, il protège également ses arrières et l'aide en cas de besoin dans les situations musclées, bien qu'il privilégie plus volontiers la discussion.
Il traîne derrière lui un lourd passé qui l'aura amené à rencontrer son partenaire, et forgé leur amitié.
Isabel Zambada
Isabel est une marshal très ambitieuse et amie intime de Walter.
Son plan de carrière est de devenir procureur général des États-Unis : en ce sens, Walter et elle se rendent mutuellement service dans le cadre de leur travail respectif.
Ils ont contracté ensemble une sorte de « contrat d'amitié ».
Willa Monday
Willa est une adolescente gitane, fille à problèmes manipulatrice, cynique et très rusée à qui Leo et Walter servent de « famille d'accueil » pour sa mise à l'épreuve, étant employée au Bout du Monde et logeant dans l'une de leurs caravanes.
Née dans une famille de criminels, elle a des comportements déviants et jongle avec ses mauvaises habitudes en aidant Walter et Leo qui a, contrairement à son ami, un comportement assez protecteur et paternaliste envers elle.
Elle est tout particulièrement dans le giron de Cristina Farrel, son agent de probation qui n'a aucun espoir la concernant.

### Secondaires
Timo Proud
Timo est un gitan et le « cousin » de Willa, bien que leur lien parait plutôt fraternel.
Il a tendance à lui rendre secrètement visite la nuit dans le dos de ses « tuteurs », apparaissant généralement sans prévenir aux alentours de sa caravane.
Cristina Farrel
Mme Farrel est l'agente de probation de Willa, qu'elle surveille avec beaucoup de méfiance.
Désabusée et un peu cynique comme la jeune fille elle a, contrairement à Leo, l'habitude de partir de la pire des hypothèses avec cette dernière, la considérant globalement comme irrécupérable.
Oncle Shadrak
Oncle Shadrak est le « chef de famille » de Willa et Timo.
Son influence au sein de leur « famille » est telle que ses décisions ne semblent même pas discutées.

### Invités
Dr Lance Sweets
Le Dr Sweets est un psychologue du FBI envoyé spécialement pour évaluer la fiabilité de Walter concernant ses collaborations éventuelles avec des agences gouvernementales et ce, afin d'anticiper tout risque de vice de procédure.
Il a toutefois un peu de mal à le cerner, et obtient parfois les informations sur son profil par le biais de Leo.
C'est l'un des personnages principaux de la série originale, Bones.
Dr Jack Hodgins
Le Dr Hodgins travaille à l'Institut Jefferson à Washington, D.C..
Théoricien du complot un brin paranoïaque comme Walter, il fait appel à titre personnel à ses services.
C'est l'un des personnages principaux de la série originale, Bones.
Ike Latulippe
Ike est serveuse de bar au Bout du Monde, mais également pilote d'hélicoptère.
Ce personnage anciennement principal n'est présent que dans le pilote de la série.

## Univers de la série

### Floride
L'État de l'extrême Sud-Est des États-Unis est le théâtre premier de l'histoire.

#### Key West
Le siège extrême-méridional du comté de Monroe est le lieu central de l'histoire.
Il est introduit pour la première fois dans le dix-neuvième épisode de sixième saison de Bones (pilote de The Finder), quand les protagonistes de la série originale s'y rendent pour retrouver Walter accompagné de Leo Knox et d'Ike Latulippe, et faire appel à ses services.
Le Dr Lance Sweets, alors personnage régulier de Bones, fait une incursion dans le second épisode en s'y rendant dans le cadre d'une expertise psychologique de Walter pour le compte du FBI.
Le Bout du Monde
Lieu de vie de Walter, Leo et Willa.
Localisé à Looking Glass Key (litt. « Caye du Miroir »), un endroit reculé de l'archipel des Keys, il comprend un débit de boissons avec juke-box et autour duquel sont mises à disposition des caravanes, l'une d'entre elles servant de coin personnel à la petite gitane.
Walter, qui ne faisant pas confiance aux banques, s'est fait installer dans leur cour arrière et privée un coffre-fort souterrain pour y entreposer son patrimoine financier.

### Washington D.C.
La capitale des États-Unis est le lieu où se déroule l'histoire de la série originale, Bones.
Walter s'y rend une première fois avec Leo pour leur introduction incursive dans le dix-neuvième épisode de sixième saison (pilote de leur propre série) dans le cadre de leurs affaires, qui rejoignent celles d'une enquête en cours des protagonistes de la série originale.
Walter y retourne dans un second temps, seul cette fois, dans le sixième épisode à la demande personnelle du Dr Jack Hodgins, pour un nouveau contrat.
Le Royal Diner
L'un des lieux récurrents de la série Bones.
Un restaurant dans lequel les protagonistes de cette dernière se retrouvent régulièrement pour prendre leurs repas durant les pauses de travail.
Walter y rejoint Hodgins, qui l'a fait spécialement venir par avion pour faire appel à ses services.
L'institut Jefferson
Lieu central de la série Bones.
Cet institut accueille un laboratoire médico-légal ainsi qu'une équipe servant de consultance au FBI, ou collaborant directement avec ce service fédéral dans le cadre d'enquêtes criminelles.
Hodgins y ramène Walter en dehors des heures de travail, d'abord pour discuter en sûreté avec le commanditaire du contrat (pour qui il servait d'intermédiaire), puis plus tard pour décortiquer l'affaire avec lui, souhaitant entre autres utiliser en ce sens les installations informatiques dernier cri de son épouse.

## Production

### Développement
En octobre 2010, la FOX a annoncé la possibilité qu'une série dérivée de la série Bones verrait le jour. Elle sera basée sur une série de romans de Richard Greener, The Locator, et centrée sur le personnage de Walter Sherman, un ex de la police militaire particulièrement habile dans son métier au laboratoire et de son partenaire, Leo, un grand philosophe tous deux faisant équipe avec une femme aussi habile de ses mains pour piloter un hélicoptère que pour servir les clients derrière le bar.
Les trois personnages ont été introduits dans l'épisode 19 de la sixième saison de Bones : La Voix du ciel / The Finder en VO) et selon le succès d'audience, le lancement du spin-off verra le jour.
Le 10 mai 2011, la Fox a commandé la série pour une diffusion en janvier dans la case horaire de Bones, dont la septième saison est écourtée durant la grossesse d'Emily Deschanel.
Le 2 mars 2012, Fox déplace la série au vendredi soir à 20 h à partir du huitième épisode diffusé le 6 avril 2012.
Le 9 mai 2012, à la suite des audiences décevantes, la Fox a décidé d'annuler la série.

### Attribution des rôles
Les acteurs principaux de cette série dérivée sont Michael Clarke Duncan (Leo Knox), Geoff Stults (Walter Sherman),  et Saffron Burrows dans le rôle d'Ike Latulippe.
Le 26 mai 2011, l'actrice Saffron Burrows, qui devait interpréter Ike Latulippe, quitte la distribution de la série et la production la remplacera par une autre actrice, Mercedes Masohn, qui interprète un personnage complètement différent.
L'acteur John Francis Daley (le Dr en psychologie Lance Sweets dans Bones) sera le premier à être présent dans sa série dérivée, suivi par T.J. Thyne (le Dr Jack Hodgins).
La série invite aussi Curtis « 50 Cent » Jackson, Salli Richardson-Whitfield, Eric Roberts et George Stults.
The Finder marque surtout l'un des derniers rôles de Michael Clarke Duncan diffusés de son vivant.

### Tournage

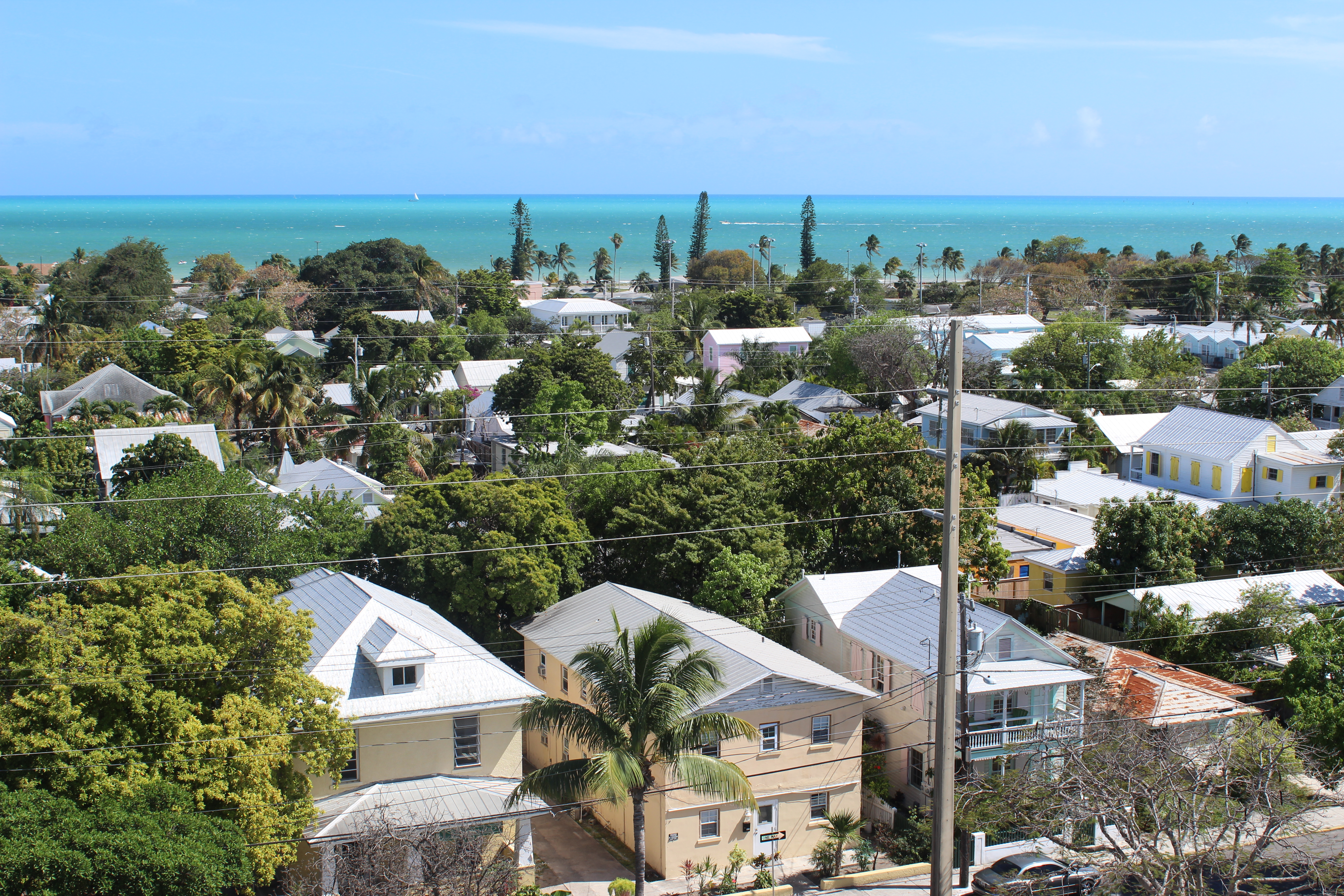
Aperçu de Key West.

La série a été tournée aux États-Unis, majoritairement à Key West en Floride, où se déroule l'essentiel de l'histoire.
Les incursions avec Bones, dont l'action principale est diégétiquement censée se situer dans la capitale américaine Washington, D.C. (mais est essentiellement tournée en studio pour des raisons de contraintes), furent quant à elles réalisées pour des raisons pratiques sur les lieux de tournage habituels de la série originale à Los Angeles, en Californie.

## Musique
Le compositeur-interprète John Fogerty, qui fait un caméo, crée l'indicatif musical de rock sudiste Swamp Water pour la série.

## Fiche technique
- Titre original et français : The Finder
- Titre québécois : Le Surdoué
- Création : Hart Hanson d'après la série de romans The Locator de Richard Greener
- Réalisation : Milan Cheylov, Daniel Sackheim, Adam Arkin et Kevin Hooks
- Scénario : Hart Hanson, Richard Greener et Josh Friedman
- Musique : John Fogerty
  - Indicatif musical : Swamp Water
- Direction artistique : Robert Strohmaier
- Décors : Victoria Paul
- Costumes : Victoria J. Auth
- Photographie : Jerry Sidell
- Production : Daniel Sackheim et Barry Josephson
  - Production exécutive : Hart Hanson, Daniel Sackheim et Barry Josephson
- Sociétés de production : Twentieth Century Fox Television
- Sociétés de distribution (télévision) :
  -  Fox Broadcasting Company
  -  Global Television Network
- Pays d'origine :  États-Unis
- Langue originale : anglais
- Format : couleur - 1,78:1 - son stéréo
- Genre : policier
- Durée : 42 minutes

 Sauf indication contraire, les informations mentionnées dans cette section peuvent être confirmées par la base de données cinématographiques IMDb,  présente dans la section « Liens externes ».

## Épisodes
1. Le Don de Walter (An Orphan Walks Into a Bar)
2. Balles perdues (Bullets)
3. Une histoire de Cendrillon (A Cinderella Story)
4. Superstition (Swing and a Miss)
5. La Grande Illusion (The Great Escape)
6. Les Petits Hommes Verts (Little Green Men)
7. Señor Cyclone et Miss Tornade (Eye of the Storm)
8. La vraie musique ne meurt jamais (Life After Death)
9. Le Dernier Repas (The Last Meal)
10. La Conversation (The Conversation)
11. L'Héritage (The Inheritance)
12. Poupée vaudou (Voodoo Undo)
13. Les Bonnes Intentions (The Boy with the Bucket)

## Autour de la série

Logotype de la série Bones dont est dérivée The Finder.

- L'auteur-compositeur-interprète John Fogerty, qui fait un caméo dans le premier épisode quand Walter retrouve pour lui une guitare volée, n'est nul autre que le compositeur de l'indicatif musical de rock sudiste pour la série, Swamp Water.
- Après l'épisode pilote de la série, La Voix du ciel (éponyme The Finder en version originale), intégré comme incursion dans le dix-neuvième épisode de sixième saison de Bones (dont The Finder est la série dérivée), ce sont à leur tour deux personnages principaux de Bones qui font incursion dans la série : les Drs Lance Sweets (dans le deuxième épisode) et Jack Hodgins (dans le sixième) ;
- Le réalisateur du huitième épisode de la série, l'acteur David Boreanaz, n'est nul autre que l'interprète de l'agent spécial Seeley Booth, deutéragoniste de Bones.
- Curtis Jackson, l'interprète du propriétaire de la maison de disques de musique urbaine dans le huitième épisode, est lui-même une personnalité de la scène hip-hop afro-américaine, plus connue sous le nom de 50 Cent.
- L'acteur incarnant le chef cuisinier Alejandro Lopez-Fernando dans le neuvième épisode, Ignacio Serricchio (qui interprète également un rôle de doublure dans le quatrième), a ensuite rejoint les personnages récurrents de Bones (qui se déroule dans le même univers que la série) dans un autre rôle, celui du Dr Rodolfo Fuentes, bien que les deux personnages n'aient aucun lien et que rien ne vient expliquer cette incohérence ;
- Les acteurs interprétant Walter Sherman et son frère Langston (Geoff et George Stults) sont aussi frères dans la vie réelle : ils ont d'ailleurs, déjà interprété ensemble des frères dans une autre série, Sept à la maison (7th Heaven).